# Patrick Koller
Patrick Koller (* 16. Oktober 1983 in St. Johann in Tirol) ist ein ehemaliger österreichischer Freestyle-Skier in der Disziplin Skicross.

## Werdegang
Der in Söll aufgewachsene und lebende Koller war zu Beginn seiner Sportkarriere ein alpiner Skirennläufer. Er nahm ab November 1998 an FIS-Rennen in den Disziplinen Slalom und Riesenslalom teil, später auch an nationalen Meisterschaften. Nennenswerte Erfolge blieben jedoch aus, weshalb er im Februar 2001 sein letztes Rennen bestritt. Nach einer fünfjährigen Wettkampfpause entschloss er sich in der Saison 2005/06, zum Skicross zu wechseln. Sein Debüt im Freestyle-Weltcup hatte Koller am 2. Februar 2007 in Les Contamines, wo er Platz 30 erzielte und damit sogleich die ersten Weltcuppunkte gewann. Etwas mehr als ein Jahr später erzielte er in Hasliberg die erste Top-10-Platzierung.
Den Vorstoß an die Weltspitze schaffte Koller in der Saison 2008/09. Am 19. Januar 2009 fuhr er in Lake Placid auf Platz zwei und stand damit erstmals bei einem Weltcuprennen auf dem Podest. Bei der Weltmeisterschaft 2009 in Inawashiro schied er im Halbfinale aus und war letztlich Siebter. In der Weltcupsaison 2009/10 gelang ihm eine weitere Podestplatzierung, das schlechteste Ergebnis dieses Winters realisierte er bei den Olympischen Winterspielen 2010. Im Winter 2010/11 wurde Koller in Weltcuprennen je einmal Zweiter und Dritter.
Koller beendete nach der Saison 2013/14 seine aktive Karriere.

## Erfolge

### Olympische Spiele
- Vancouver 2010: 30. Skicross
- Sotschi 2014: 24. Skicross

### Weltmeisterschaften
- Inawashiro 2009: 7. Skicross

### Weltcup
- Saison 2008/09: 10. Skicross-Weltcup
- 4 Podestplätze